# نيكولاس كروز
نيكولاس كروز (بالإنجليزية: Nikolas Cruz) هو قاتل جماعي ‏ وطالب أمريكي، ولد في 24 سبتمبر 1998 في مارغيت في الولايات المتحدة.